# Rudolf Krügener

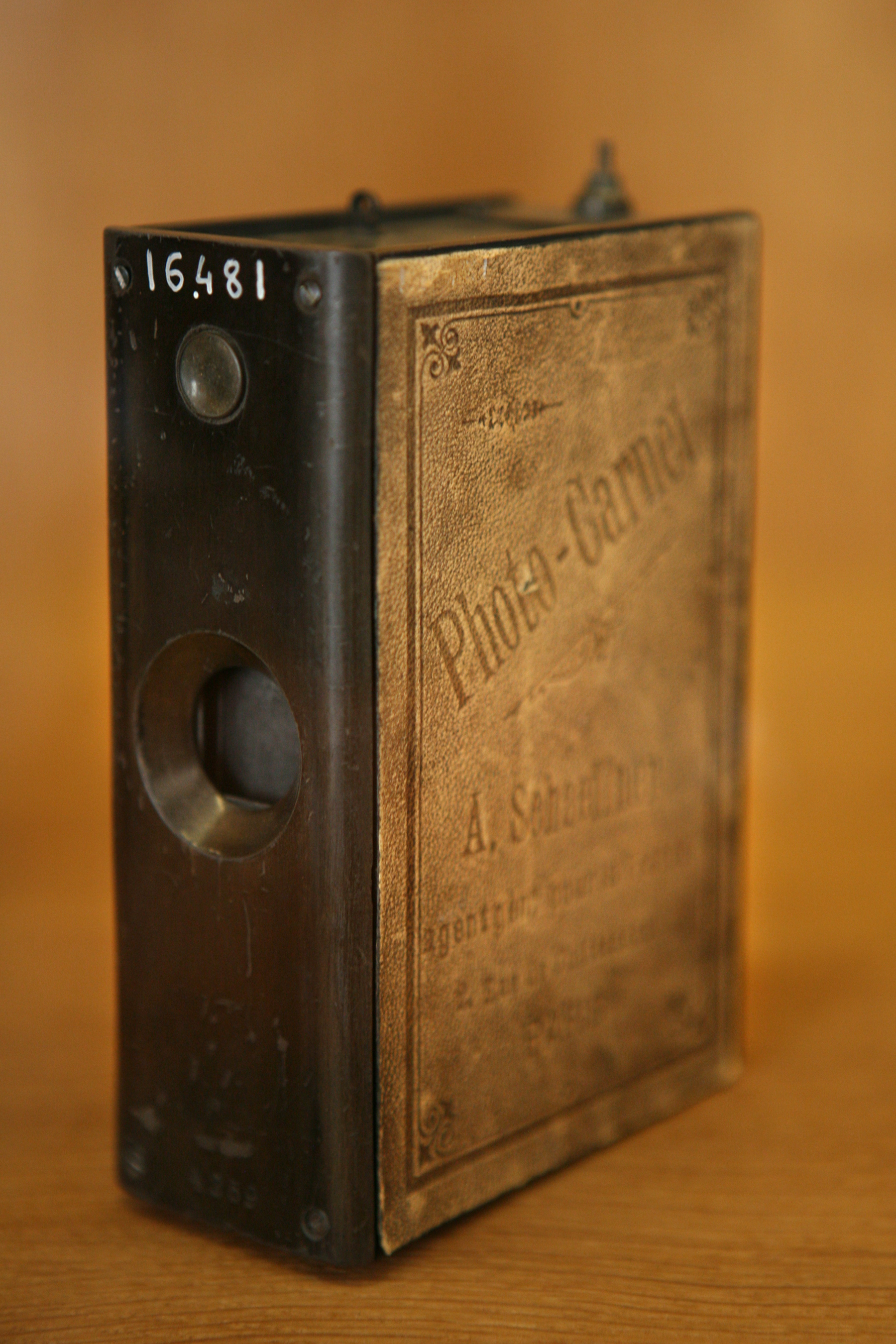
Dr. Krügenersche Taschenbuch Kamera

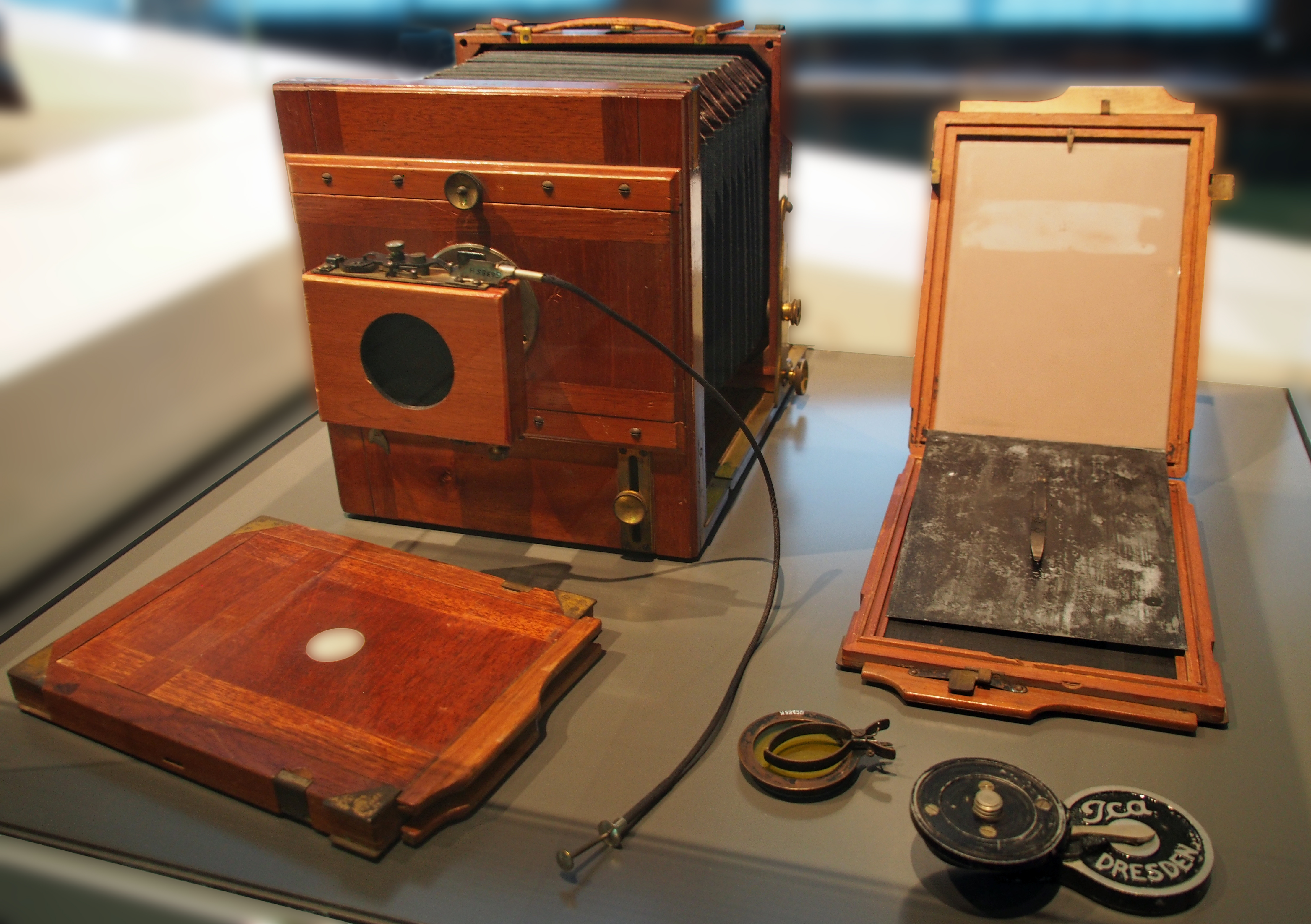
Produkt der ICA AG Dresden

Rudolf Krügener (* 8. Dezember 1847 in Elberfeld (heute Stadtteil von Wuppertal); † 22. September 1913 in Dresden) war Unternehmer in der deutschen Fotoindustrie.

## Leben
Krügener war promovierter Chemiker und leitete ein Zweigwerk der Agfa in Frankfurt am Main. Privates Interesse führte ihn zur Fotografie.
Da Krügener nach einem Unfall gehbehindert war (er trug eine selbstgefertigte Prothese), war er auf der Suche nach einer für ihn geeigneten Kamera. Zusammen mit dem Frankfurter Mechanikermeister Krücke entwickelte er 1885 eine der kleinsten Kameras der Zeit, die Dr. Krügenersche Taschenbuch Kamera. Die Abmessungen waren mit 45 × 100 × 140 mm beachtlich gering, das Magazin für 24 Plattenaufnahmen eine Neuheit. Die Kamera war ein wirtschaftlicher Erfolg, was Krügener bewog, die Kamera nicht mehr bei Krücke fertigen zu lassen, sondern 1888 eine eigene Werkstatt in Frankfurt-Bockenheim einzurichten. Das Unternehmen firmierte unter Dr. Rudolf Krügener, Photochemisches Laboratorium und Fabrik photographischer Apparate Frankfurt-Bockenheim. Eine eigene Linsenschleiferei und eine Abteilung zur Herstellung von Photochemikalien ergänzten die Fabrik.
1907 wurde in Furtwangen ein Zweigwerk bezogen. Die kaufmännischen Unternehmungen Krügeners waren umsichtig, seine Fotoapparate stets auf dem technisch neuesten Stand. Das Angebot umfasste weit über 100 Modelle. Obwohl er ein wirtschaftlich äußerst solides Unternehmen führte, stimmte er aus persönlichen Gründen einer Fusion seines Unternehmens zur Internationale Camera Actiengesellschaft (ICA) 1909 zu.
Nach der Fusion wurde das Kamerawerk in Frankfurt geschlossen. Krügeners Sohn Walter übernahm die Leitung des Furtwangener Betriebsteiles, sein Sohn Hermann Krügener wurde Direktoriumsmitglied der ICA.
Seine Tochter Ruth heiratete den späteren deutschen Fotokamerapionier Hugo Schrader, der seit 1900 in seiner Firma eine Anstellung gefunden hatte. Sein Enkel aus dieser Ehe war Goetz Schrader, der die von seinem Vater Hugo gegründete Kamerafabrik Plaubel weiterführte.

## Bekannte Produkte
- Die „Dr. R. Krügeners Taschenbuchkamera“ (engl. auch „Krügener's Patent Book Camera“) wurde von Haake & Albers fertiggestellt und vertrieben.[1][2]